# Барышников, Александр Александрович

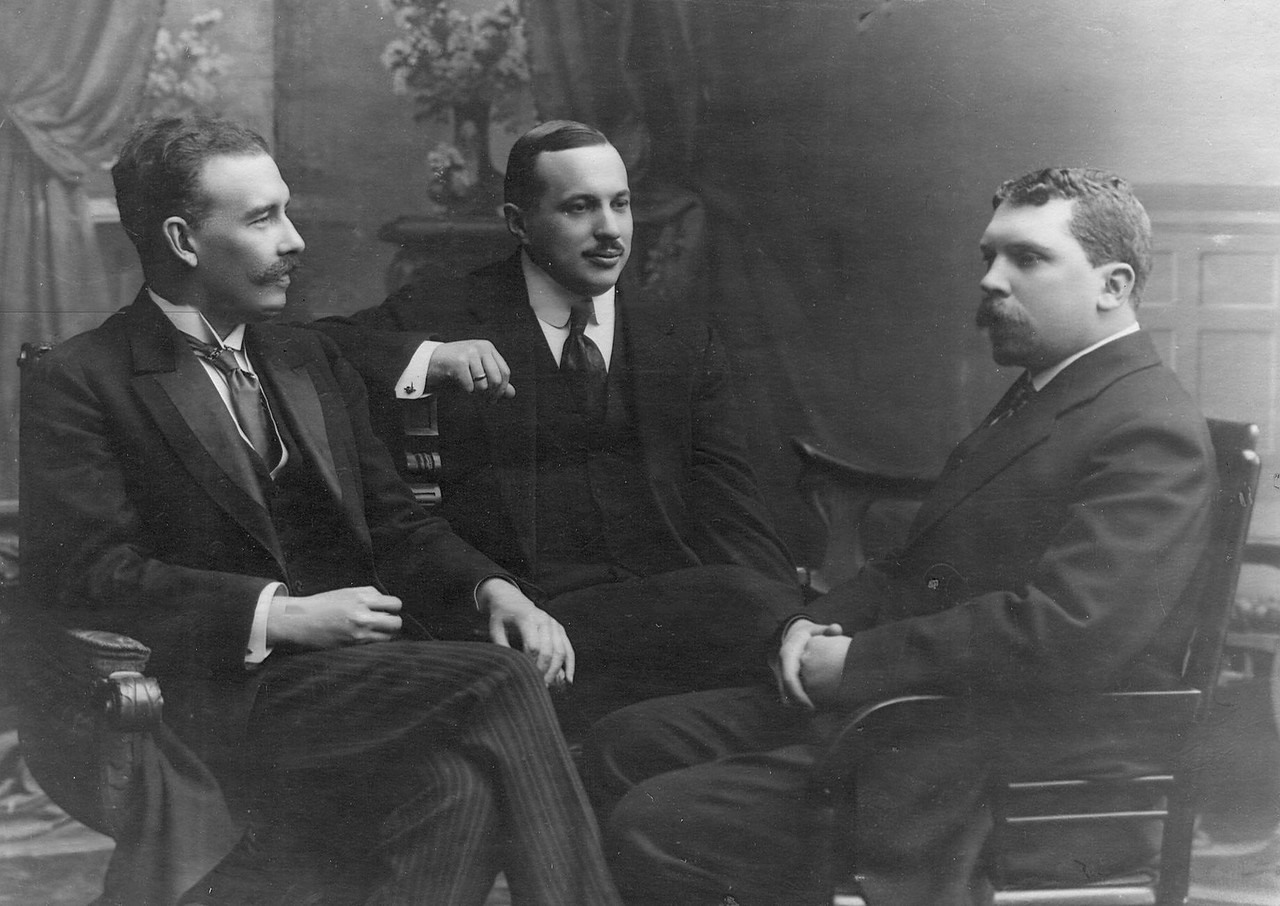
Депутаты 4-й Государственной думы:
А. А. Барышников (справа), Л. А. Велихов и М. Д. Калугин.

Алекса́ндр Алекса́ндрович Бары́шников (1877—1924) — русский инженер, архитектор-строитель, литератор, художник, театральный и общественный деятель. Представитель мастеров Петербургского модерна.

## Биография
Родился 8 августа 1877 года в семье купца 1-й гильдии Александра Яковлевича Барышникова.
В 1898 году окончил Институт инженеров путей сообщения, после чего служил в Управлении водных и шоссейных сообщений и торговых портов.
Был членом Государственной думы IV созыва, гласным Городской думы.
В 1917 году — комиссар почт и телеграфа, товарищ министра государственного призрения Временного правительства, в июле 1917 года — управляющий этим министерством.
Умер в 1924 году

## Адреса в Санкт-Петербурге — Петрограде
- 1890—1899 — Загородный пр., 18[2] ;
- 1899 — 1922 — Марата ул., 31[3].

## Работы
- Покровский собор при монастырском подворье (Гатчина, Красная улица) — совместно с Л. М. Харламовым
- собственный дом (Гатчина)
- Доходный дом А. Я. Барышникова — улица Марата, 31. 1897—1899. Начат В. В. Шаубом[4].
- Жилой дом на улице Рубинштейна, 23. 1911—1912.
- Здание общества инженеров путей сообщения. Бородинская улица, 6. 1912—1913.
- Перестройка дома для купеческого общества Невский проспект, 70
- Ряд инженерных сооружений:
- Киевский фуникулёр 1903-1905 (в соавторстве с Н. К. Пятницким и Артуром Абрагамсоном)
- Ожарский железобетонный маяк 1903 (в соавторстве с Н. К. Пятницким).